# South Ashburnham, Massachusetts
South Ashburnham, Massachusetts (енгл. South Ashburnham) насељено је место без административног статуса у америчкој савезној држави Масачусетс.

## Демографија
По попису из 2010. године број становника је 1.062, што је 49 (4,8%) становника више него 2000. године.
| Група             | 2000.       | 2010.       |
| Белци             | 960 (94,8%) | 997 (93,9%) |
| Афроамериканци    | 8 (0,8%)    | 12 (1,1%)   |
| Азијати           | 3 (0,3%)    | 20 (1,9%)   |
| Хиспаноамериканци | 28 (2,8%)   | 21 (2,0%)   |
| Укупно            | 1.013       | 1.062       |